# Microrégion d'Alto Pantanal

Localisation de la microrégion d'Alto Pantanal

La microrégion d'Alto Pantanal est l'une des quatre microrégions qui subdivisent le centre-sud de l'État du Mato Grosso au Brésil.
Elle comporte 4 municipalités qui regroupaient 132 883 habitants en 2006 pour une superficie totale de 53 590 km².

## Municipalités[1]
- Barão de Melgaço
- Cáceres
- Curvelândia
- Poconé